# Église catholique de Poliez-Pittet
L’église catholique de Poliez-Pittet est un édifice religieux du canton de Vaud, en Suisse.

## Histoire
En 1434 déjà une chapelle est mentionnée à Poliez-Pittet, dépendante alors de la paroisse de Dommartin. Dès la Réforme protestante imposée par les Bernois, nouveaux maîtres du Pays de Vaud, les catholiques du village fréquentent l'église de Poliez-le-Grand. De 1619 à 1868, Poliez-Pittet forme avec Bottens une paroisse catholique. En 1631, la chapelle est réparée, puis encore profondément modifiée avec reconstruction du chœur et agrandissement de la nef en 1685. Vers le milieu du XIXe siècle, il est question de reconstruire entièrement l'église et l'on s'adresse d'abord à l'architecte Charles Chollet, de Fribourg, puis aux constructeurs lausannois associés Henri Perregaux et Achille de La Harpe pour en dresser les plans. Ce dossier complet, de 74 plans, est mis en exécution, mais le bâtiment, pour lors, ne dépasse pas le stade des fondations. Les travaux sont en effet exécutés par les membres de la Confrérie catholique eux-mêmes et ont lieu en divers chantiers en 1848, 1849, 1852 et 1858. Il faudra cependant attendre 1910-1914 pour voir s'ériger l'église, élevée sur de nouveaux plans de Louis Brazzola, mais sur les fondations de Perregaux!.
Ce imposant édifice dédié à sainte Marie-Madeleine et saint Sébastien, orienté, c'est-à-dire avec un chœur dirigé vers l'est, présente un massif clocher-porche, une nef rectangulaire à voûtes d'ogives sexpartites, et un chœur polygonal à trois pans, voûté de même. Les parements extérieurs de l'édifice sont entièrement en pierre de taille, blocs de grès de la carrière locale du Creu d'Enfer, tandis que les encadrements sont en molasse d'Ursy et de Vauderens, voire en grès coquiller de Seiry dans les secteurs les plus exposés aux intempéries.
Le monumental maître-autel en marbre blanc, pourvu de deux anges adorateurs en plâtre, élevé en 1849 par  le sculpteur Louis Doret, de Vevey dans l'ancienne chapelle, a été transféré dans la nouvelle église en 1914 et augmenté par Émile Anthonioz, de Genève. Ce dernier artiste est également l'auteur des autels latéraux. Les vitraux sont l’œuvre des maîtres verriers Kirsch et Fleckner, de Fribourg.